# Undekaprenildifosfo-muramoilpentapeptid b-N-acetilglukozaminiltransferaza
Undekaprenildifosfo-muramoilpentapeptid b--acetilglukozaminiltransferaza (EC 2.4.1.227, MurG transferaza, UDP-N-acetil--glukozamin:-acetil-alfa--muramil(oil-)-difosfoundekaprenol beta-1,4-N-acetilglukozaminltransferaza) je enzim sa sistematskim imenom UDP-N-acetil--glukozamin:-acetil-alfa--muramil(oil-)-difosfoundekaprenol 4-beta-N-acetilglukosaminlitransferaza. Ovaj enzim katalizuje sledeću hemijsku reakciju
UDP--acetilglukozamin + Mur2Ac(oil-L-Ala-gama-D-Glu-L-Lys-D-Ala-D-Ala)-difosfoundekaprenol {\displaystyle \rightleftharpoons } UDP + -gama-D-Glu-L-Lys-D-Ala-D-Ala)-difosfoundekaprenol
Ovaj enzim takođe deluje kad se lizinski ostatak zameni meso-2,6-diaminoheptanedioatom (meso-2,6-diaminopimelat, A2pm) u kombinaciji sa ostacima.

## Literatura
- Nicholas C. Price; Lewis Stevens (1999). Fundamentals of Enzymology: The Cell and Molecular Biology of Catalytic Proteins (Third изд.). USA: Oxford University Press. ISBN 019850229X.
- Eric J. Toone (2006). Advances in Enzymology and Related Areas of Molecular Biology, Protein Evolution (Volume 75 изд.). Wiley-Interscience. ISBN 0471205036.
- Branden C; Tooze J. Introduction to Protein Structure. New York, NY: Garland Publishing. ISBN 0-8153-2305-0.
- Irwin H. Segel. Enzyme Kinetics: Behavior and Analysis of Rapid Equilibrium and Steady-State Enzyme Systems (Book 44 изд.). Wiley Classics Library. ISBN 0471303097.

## Spoljašnje veze
- Undecaprenyldiphospho-muramoylpentapeptide+beta-N-acetylglucosaminyltransferase на 